# Ricbactas
Os ricbactas,  também chamados rikbakta, rikbaktsa ou erikbaktsa, são um grupo indígena que habita as margens do rio Coxipó, no estado brasileiro de Mato Grosso - mais precisamente nas áreas indígenas Ericbactsa, Escondido e Japuíra.  Sua autodenominação - Rikbaktsa - significa "os seres humanos" (Rik: 'pessoa, ser humano'; bak é um reforço de sentido; tsa é o sufixo para a forma plural). Regionalmente são chamados de canoeiros, por referência à sua habilidade no uso de canoas ou, mais raramente, de "orelhas de pau", pelo uso de enormes botoques feitos de caixeta, introduzidos nos lóbulos alargados das orelhas.
Tidos como guerreiros ferozes na década de 1960, os ricbactas sofreram a agressão armada de seringalistas, madeireiros, mineradores e fazendeiros, o que resultou no extermínio de 75% de sua população.